# Idealny facet dla mojej dziewczyny
Idealny facet dla mojej dziewczyny is een Poolse filmkomedie uit 2009. De film is ook bekend onder de alternatieve titel The Perfect Guy for My Girlfriend.

## Verhaallijn
De componist Kostek wordt verliefd op Luna, een martial arts instructrice. Het probleem is echter dat Luna lesbisch is, een relatie heeft, en helemaal niets in Kostek ziet. Kostek gelooft er echter heilig in dat Luna zijn voorbestemde liefde is.

## Rolverdeling
| Acteur              | Personage          |
| ------------------- | ------------------ |
| Marcin Dorociński   | Kostek             |
| Magdalena Boczarska | Luna               |
| Izabela Kuna        | Klara Rojek        |
| Tomasz Karolak      | Norbert Plesica    |
| Kinga Preis         | Plesicowa          |
| Danuta Stenka       | Teresa Wodzień     |
| Krzysztof Globisz   | Professor Katzówna |
| Daniel Olbrychski   | Doktor Gebauer     |
| Maria Seweryn       | Inga Wawras        |
| Tomasz Kot          | Pornoacteur        |